# ホスホリボキナーゼ
ホスホリボキナーゼ(Phosphoribokinase、EC 2.7.1.18)は、以下の化学反応を触媒する酵素である。
ATP + D-リボース-5-リン酸 {\displaystyle \rightleftharpoons } ADP + D-リボース-1,5-ビスリン酸
従って、この酵素の基質はATPとD-リボース-5-リン酸の2つ、生成物はADPとD-リボース-1,5-ビスリン酸の2つである。
この酵素は転移酵素、特にアルコールを受容体とするホスホトランスフェラーゼに分類される。この酵素の系統名は、ATP:D-リボース-5-リン酸 1-ホスホトランスフェラーゼ(ATP:D-ribose-5-phosphate 1-phosphotransferase)である。